# Lyng (Norfolk)
Lyng – wieś w Anglii, w hrabstwie Norfolk, w dystrykcie Breckland. Leży 19 km na północny zachód od Norwich i 157 km na północny wschód od Londynu.
Miejscowość liczy 806 mieszkańców.